# De Papiermolen
De Papiermolen is een openluchtzwembad in de Nederlandse stad Groningen. Het zwembad ligt in het zuiden van de stad, naast de Zuidelijke ringweg en op de plek waar vroeger de gelijknamige buurtschap Papiermolen lag. Het zwembad dateert van 1955 en is ontworpen door architect Jacobus Koolhaas. Sinds januari 2011 is het complex beschermd als rijksmonument.

## Beschrijving
Het zwembad, geopend in 1955, bestaat uit vijf aan elkaar geschakelde bassins. Naast een pierebadje (bad 1), zijn er drie bassins die speciaal voor zwemles geschikt zijn. Het hoofdbassin, bad 5, is een 50 meter bad met betonnen startblokken voor de zes wedstrijdbanen. Langs dit bassin loopt een vaste tribune. Aan de noordzijde van bad 5 is het bassin uitgebouwd met een verdiept duikbassin. Hier staan drie duikplanken, de hoogste is een driemeterplank. Daarnaast gelegen is een 'orkestbak' voor livemuziek.
Het zwembad heeft, los van de tribune langs het vijftigmeterbad, twee zonneweides. De kleine zonneweide wordt omsloten door de bassins, de grote zonneweide ligt aan de westkant van bad 1 en bad 2. Een bijzonder aspect van het zwembad is de entree. Vanuit het hoofdgebouw, waar zich de kleedruimtes op twee verschillende verdiepingen bevinden, loopt een ovaalvormige betonnen constructie die de zwemgast vanuit het hoofdgebouw langzaam dalend naar het pierebadje voert. De alternatieve route gaat via een trappenhuis waarbij beneden gekozen kan worden tussen de binnenzonneweide of de zittribune langs het vijftigmeterbad.
Jac Koolhaas, architect bij de dienst gemeentewerken van de gemeente Groningen, haalde zijn inspiratie onder meer uit het olympische zwembad van Helsinki. Hij 'vouwde' de baden om een eiland met bruggen, vaste banken, rode doorgangen en een kleurrijke badmeesterspost waar later een kleedgebouw met glazen dak is gerealiseerd. De bouw kostte destijds 1,4 miljoen gulden.
De baden bevatten tezamen 4,5 miljoen liter leidingwater. Het vullen van het gehele zwembad met water duurt een week. De miljoen liter van de drie ondiepe baden wordt voor de zuivering rondgepompt tussen glijbaan en hellingbaan; de 3,5 miljoen liter van de twee diepe baden stroomt overdwars door de bassins. Het water van de twee grote bassins wordt sinds 1965 verwarmd (24 graden).
Begin jaren negentig werd er actiegevoerd tegen sloopplannen; tegenwoordig trekt het zwembad jaarlijks van mei tot en met augustus veel bezoekers, in 2019 zelfs 100.000. Zwemster Ada Kok vierde er haar successen en in 1964 deelden Klenie Bimolt, Erica Terpstra en Ria van Velsen het record op de 4x 100 meter wisselslag. Door veranderende eisen kan het zwembad niet meer voor wedstrijden gebruikt worden.

### Woning
De woning achter de parkeerplaats was vroeger de dienstwoning van het zwembad. Ook deze woning is aangewezen als rijksmonument.

### Renovatie
In september 2017 ging De Papiermolen dicht voor een omvangrijke renovatie, die al enkele jaren werd voorbereid. Hierdoor bleef het zwembad gedurende het zomerseizoen van 2018 gesloten. Tegen de zomer van 2019 waren de werkzaamheden afgerond en op 27 april 2019 werd het zwembad heropend.

## Zie ook

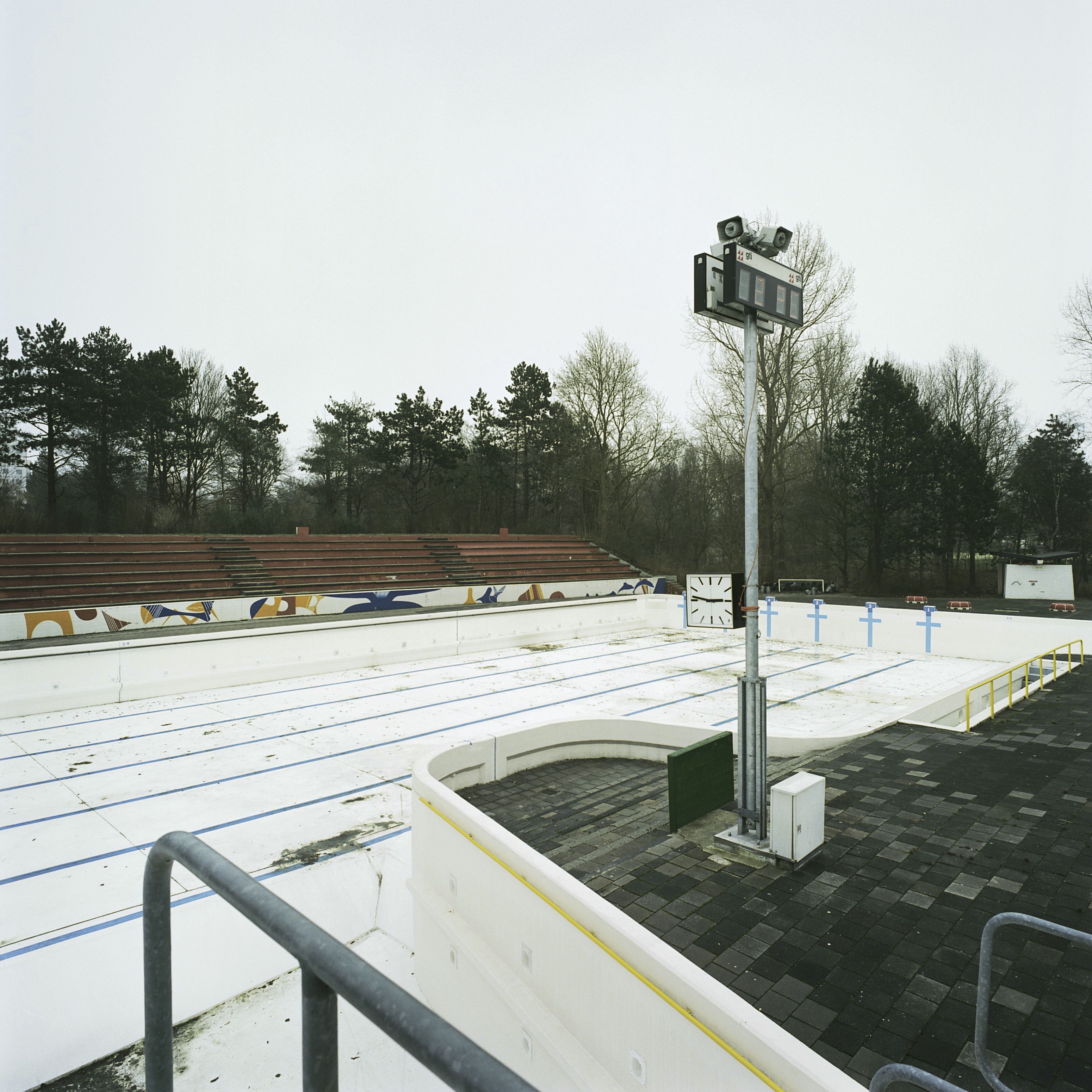
Diepe bad met tribune (winter)
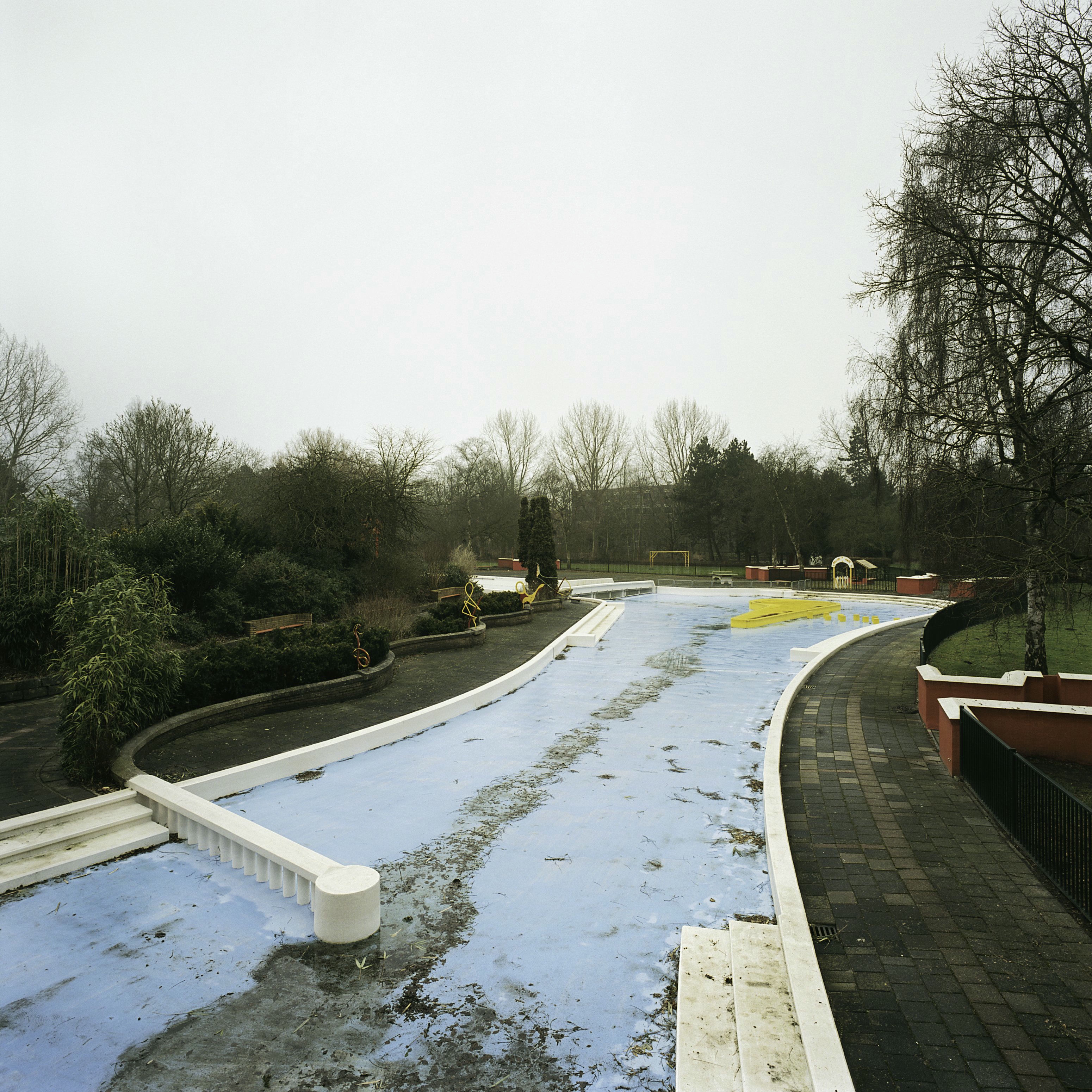
Kinderbad (winter)
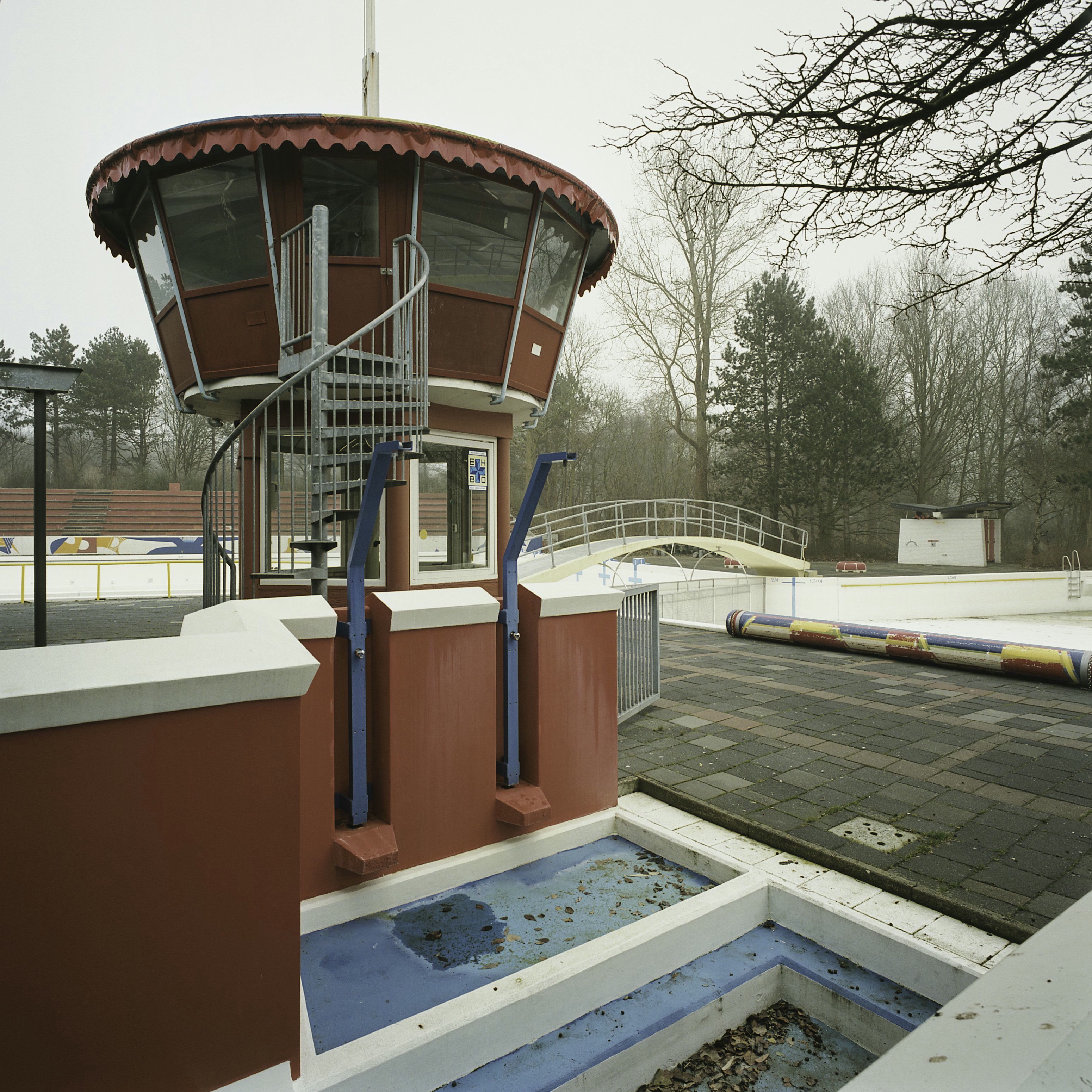
Badmeesterstoren
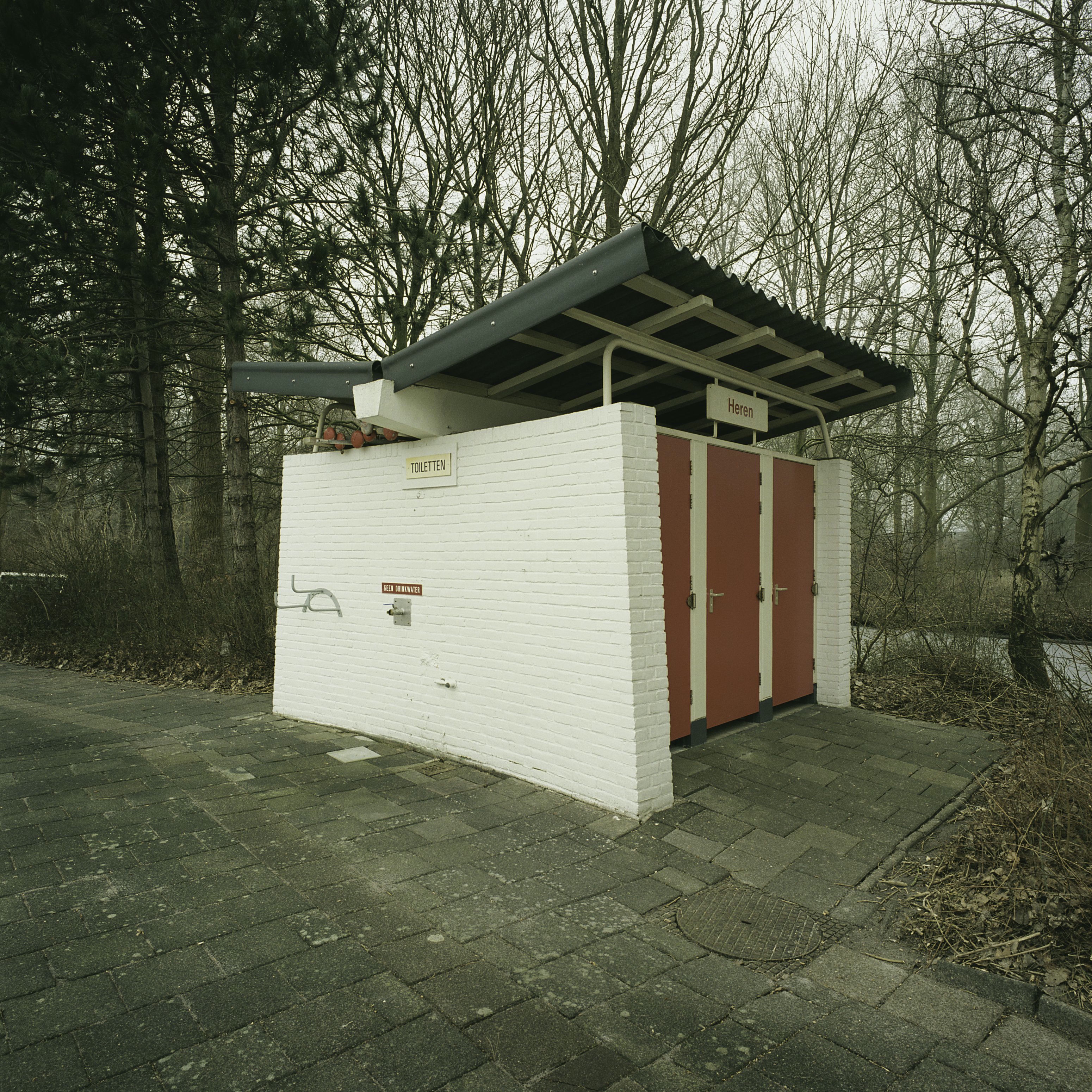
Toiletgebouwtje
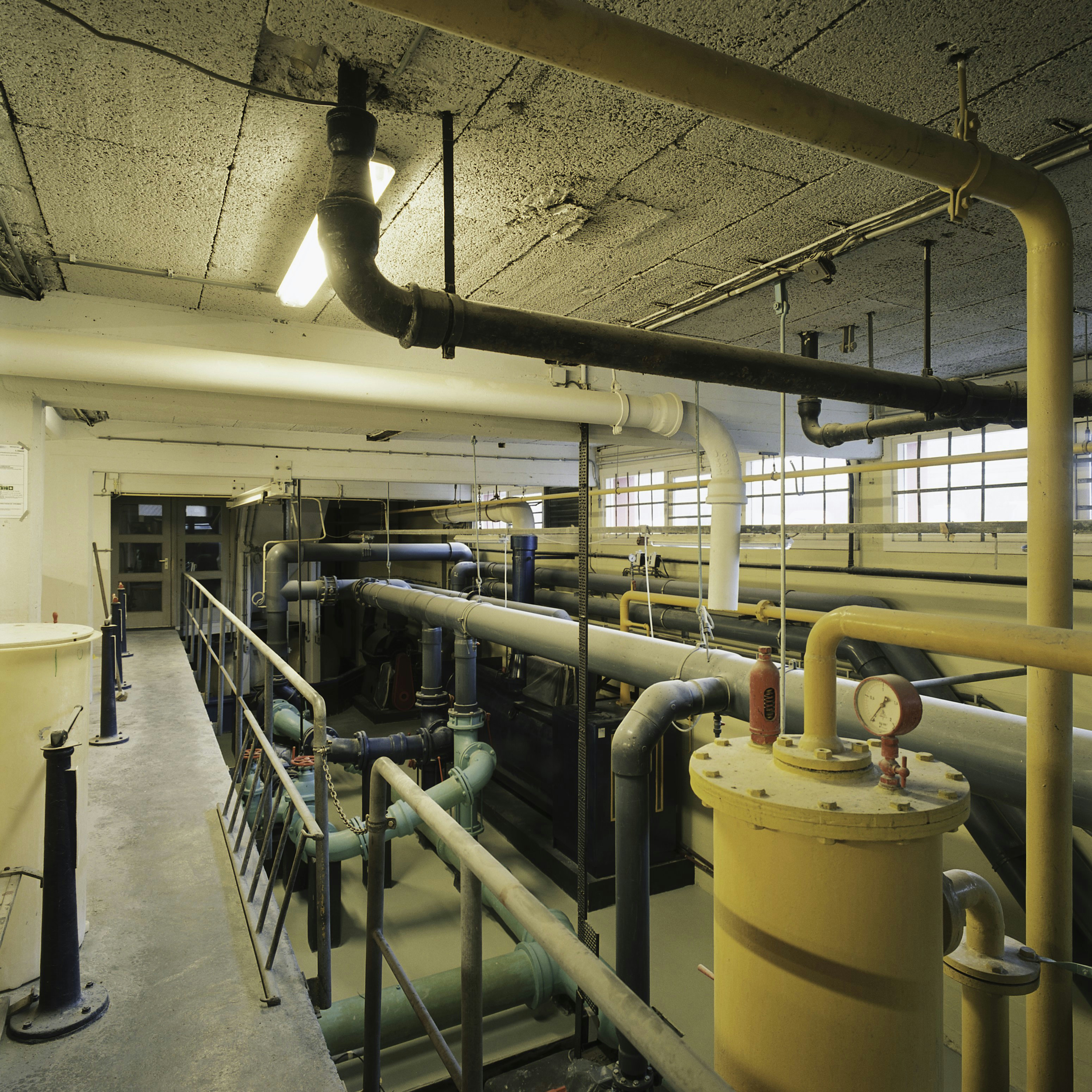
Waterzuiveringsinstallatie
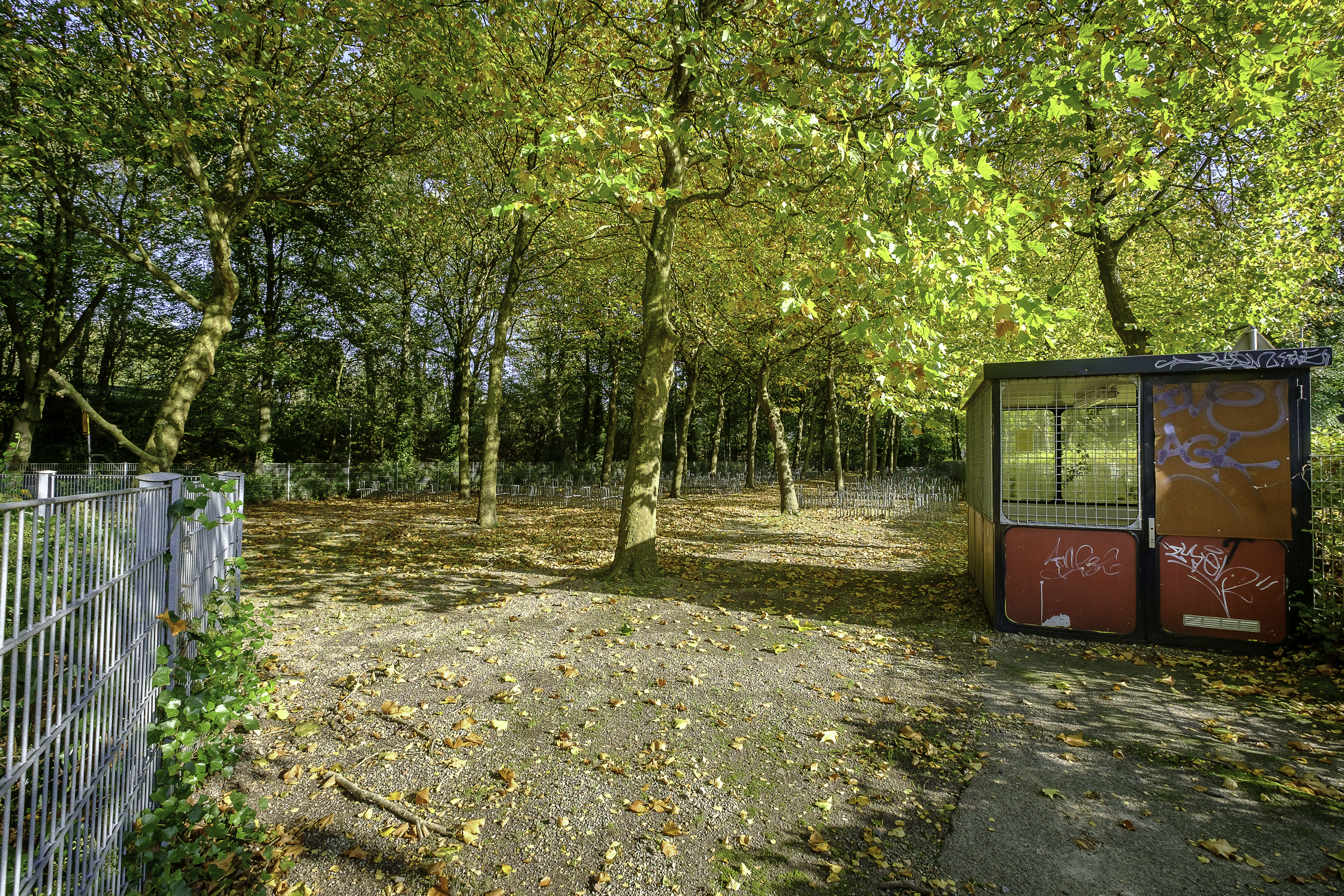
Parkeerplaats voor fietsen aan de Papiermolenlaan